# Ramona Badescu
Ramona Badescu (Craiova, 29 novembre 1968) è un'attrice, showgirl e cantante rumena naturalizzata italiana.

## Biografia
Cresciuta in Romania da famiglia benestante, è laureata in Economia e commercio e vive in Italia dal 1990. Oltre alla propria lingua madre parla correntemente l'italiano, il francese e l'inglese. Dal 1996, dopo il matrimonio con un avvocato romano, è diventata anche cittadina italiana. Nel 1994 debutta in televisione nella serie fantastica Le storie di Farland, nel ruolo della chiromante Vedonia. Poi inizia la sua carriera cinematografica e televisiva  partecipando a svariate fiction televisive di produzione italiana tra cui La piovra 8 - Lo scandalo, Incantesimo 2 e I misteri di Cascina Vianello.
È stata, insieme a Giulia Montanarini, Pamela Prati e Angela Melillo, una delle primedonne del Bagaglino con lo spettacolo Marameo. Nel 2005 partecipa alla seconda edizione del reality show La fattoria, condotto da Barbara D'Urso con Pupo, venendo eliminata nel corso della settima puntata con il 61% dei voti. Nel 2007 partecipa a diversi programmi televisivi e recita a teatro con il musical Le magie del Moulin Rouge - Musical romantico, sulle tracce del Moulin Rouge, accanto a Nathalie Caldonazzo. Nel mese di maggio 2010 esce Jumi Juma. È questo il nome dell'album il cui titolo significa "metà e metà". Metà Italia metà Romania per unire le due nazioni e quindi i loro popoli. È infatti un cd che reinterpreta canzoni napoletane da un lato interpretate in gusto balcanico e canzoni romene tradizionali. Nell'album c'è anche un duetto con Gigi Finizio, che ha arrangiato la canzone Resta cu'mme.

## Vita privata
A 51 anni ha avuto un figlio, dopo aver scoperto di essere rimasta incinta in modo naturale, quando la stessa era sul punto di tentare una fecondazione assistita.

## Attività politica
Nelle elezioni comunali di Roma del 2008 si candida nella lista civica che sostiene la candidatura a sindaco di Gianni Alemanno ottenendo 54 voti. Anche se non eletta, a metà luglio 2008 viene nominata dal neoeletto sindaco capitolino consigliere per i rapporti con la comunità romena, per studiare forme di integrazione tra i due popoli e le due culture e compiere un lavoro di mediazione fra il comune di Roma e il Governo della Romania. L'incarico è svolto a titolo gratuito.
Per le elezioni parlamentari del 2008 è stata proposta come candidata alla camera romena per il PNL nel collegio uninominale C1, cioè quello riguardante l'Europa occidentale.

## Filmografia

### Cinema
- Parenti serpenti, regia di Mario Monicelli (1992)
- Teste rasate, regia di Claudio Fragasso (1993)
- Le nuove comiche, regia di Neri Parenti (1994)
- Chiavi in mano, regia di Mariano Laurenti (1996)
- Paparazzi, regia di Neri Parenti (1998)
- Alex l'ariete, regia di Damiano Damiani (2000)
- Bibo per sempre, regia di Enrico Coletti (2000)
- Caruso, zero in condotta, regia di Francesco Nuti (2001)
- Gli eroi di Podrute, regia di Mauro Curreri (2006)

### Televisione
- Le storie di Farland – serie TV, 40 episodi (1993)
- La regina degli uomini pesce, regia di Sergio Martino – film TV (1995)
- La piovra 8 - Lo scandalo, regia di Giacomo Battiato – miniserie TV (1997)
- I misteri di Cascina Vianello, regia di Gianfrancesco Lazotti – miniserie TV, 1 episodio (1997)
- Incantesimo – serial TV, 17 puntate (1997-1998)
- Trenta righe per un delitto, regia di Lodovico Gasparini – miniserie TV (1998)
- Un medico in famiglia – serie TV, episodio 1x19 (1998)
- Lo zio d'America – serie TV, 3 episodi (2006)
- Lo scandalo della Banca Romana, regia di Stefano Reali – miniserie TV (2010)

## Teatro
- La presidentessa (1997)
- Giochi d'angelo (2001)
- I menecmi (2001)
- Tutte pazze per Silvio (2002)
- Uomini sull'orlo di una crisi di nervi (2002)
- Le magie del Moulin Rouge - Musical Romantico – musical (2007-2008)

## Programmi televisivi
- Marameo (2002)
- La fattoria (2005)
- Serviţi va rog (2009)
- Duminica în familie (2013-2014)
- Poftiți pe la noi (2015)
- Te Cunosc De Undeva! (2017)

## Pubblicità
- Omnitel - SummerCard (1999)[6]